# Marumba dyras
Marumba dyras is een vlinder uit de familie van de pijlstaarten (Sphingidae). De wetenschappelijke naam van de soort is, als Smerinthus dyras, in 1856 gepubliceerd door Francis Walker.
De soort komt voor in Zuidoost-Azië.
De voorvleugels zijn lichtbruin tot bleekgrijs met bruine aders en dwarsstrepen. In de hoek van de binnenrand en de costa bevindt zich een donkerbruine bijna zwarte stip. Op de achtervleugels ontbreken de dwarslijnen en bevinden zich in de hoek van de binnenrand en de costa een tweetal donkerbruine stippen. De spanwijdte van de nominale ondersoort is 90 tot 125 mm.
Als waardplanten gebruikt de soort diverse loofbomen. De rups bereikt een lengte van 80 millimeter. Hij is groen van kleur, met gele schuine strepen langs de zijde. Het lijf is bedekt met kleine gele hoorntjes. De staartpunt is ook geel met hoorntjes. De pop wordt 47 tot 52 mm lang.

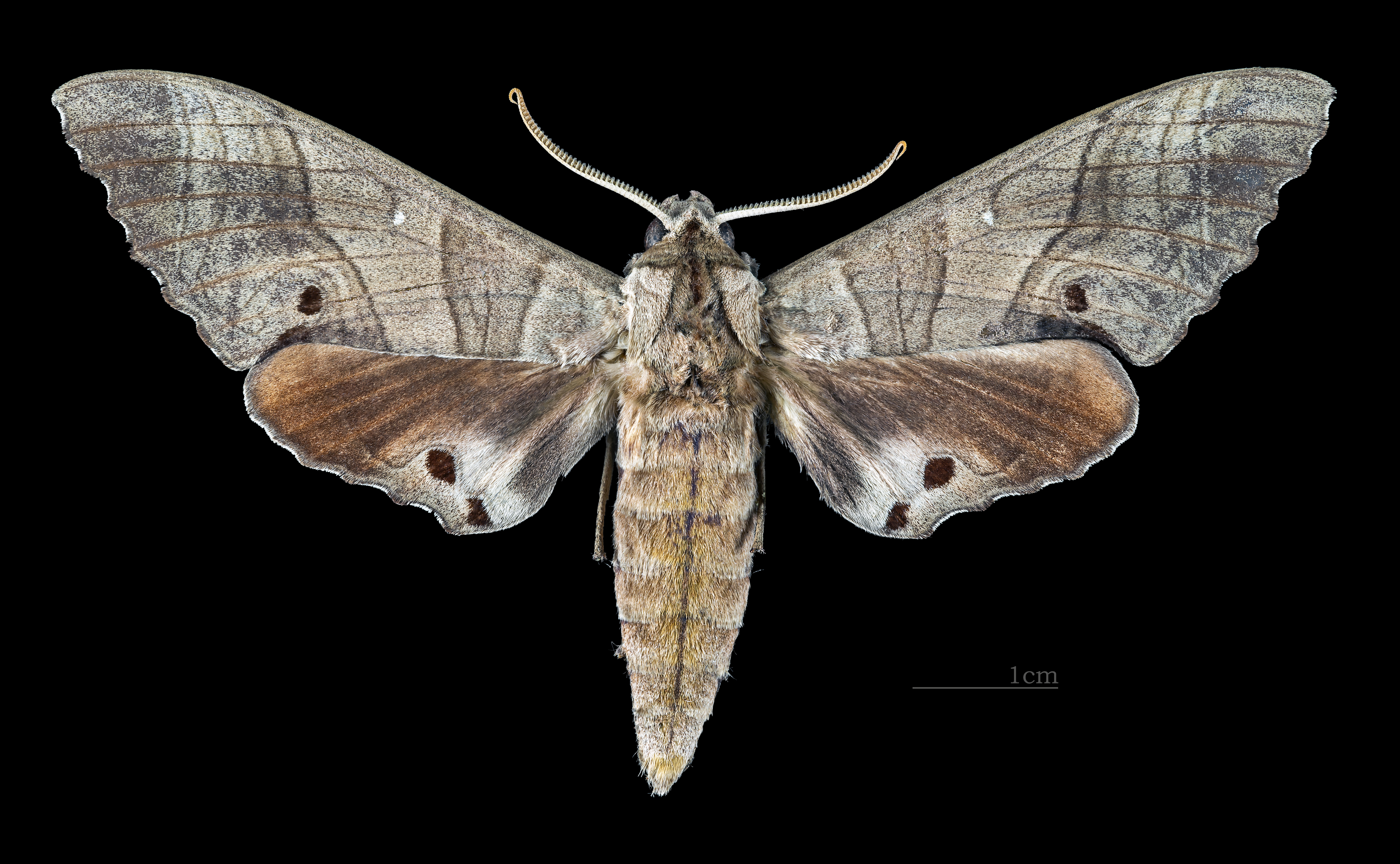
Marumba dyras dyras  ♂
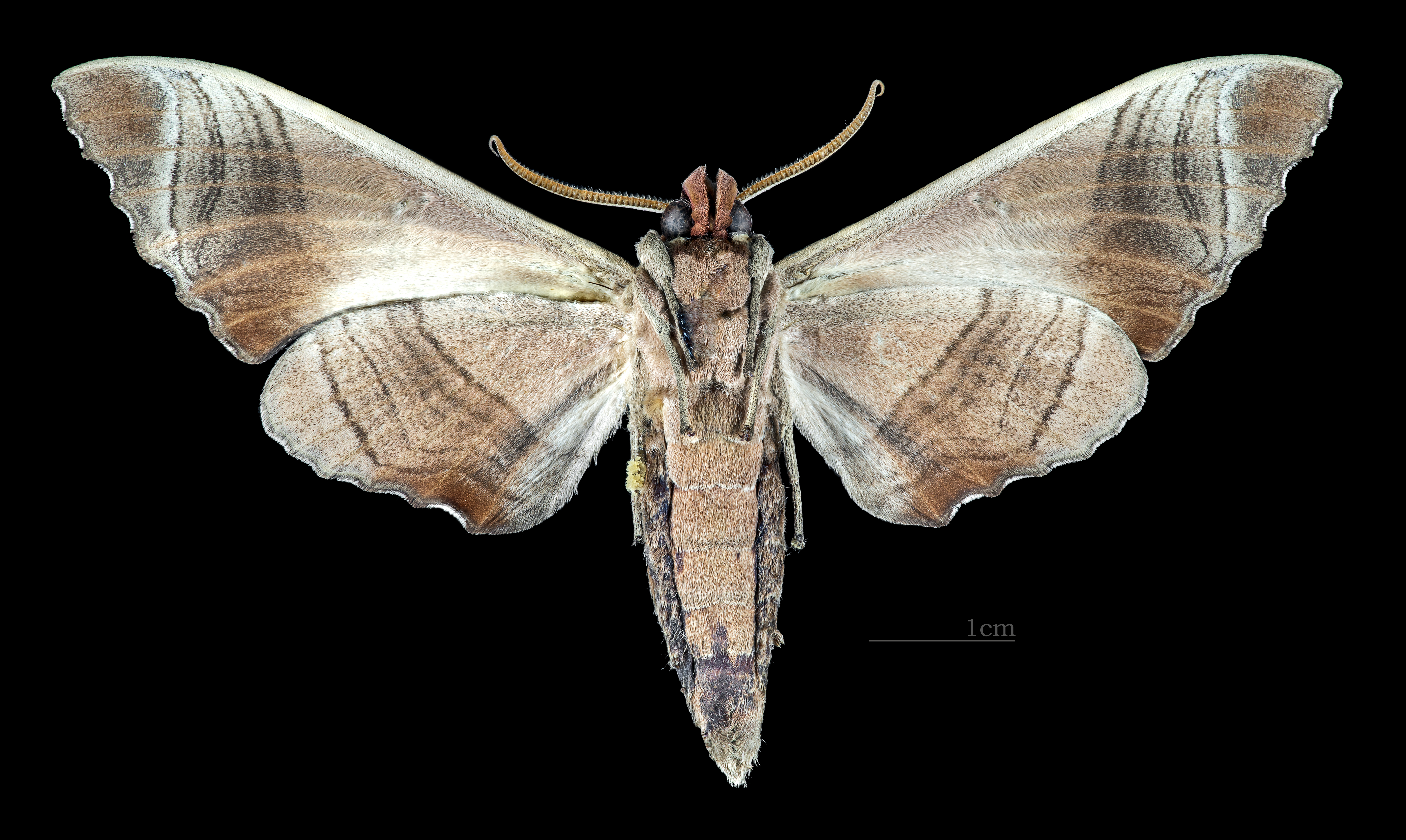
Marumba dyras dyras   ♂ △

## Ondersoorten
Naast de nominale ondersoort zijn de volgende ondersoorten beschreven:
- M. dyras javanica (Butler, 1875)
- M. dyras tenimberi Clark, 1935